# Alphekka
Az Alphekka (más írásmóddal Alphecca, alfa Coronae Borealis) az Északi Korona csillagkép legfényesebb csillaga, kettős rendszerű változócsillag. Látszó fényessége 2,24m, távolsága a Naprendszertől 75 fényév. Színképtípusa A0 IV.
Fényessége 17,36 naponként 0,11 magnitúdóval csökken. Ez amiatt van, hogy az egyik csillag eltakarja a másikat.
Neve az al-fakka arab névből ered. Újabban Gemma néven is ismerik.

## Leírása
Nagyobbik tagja A0V-osztályú, fősorozatbeli fehér csillag, melynek tömege 2,6 naptömegnek felel meg. Átmérője a becslések szerint a Napénak 2,89 - 3,04-szorosa. 24 μm és 70 μm hullámhosszakon az infravörös tartományban csúcsosodást észlelt az IRAS műhold.  Ez arra utal, hogy porból álló korong veszi körül a csillagot.
A másik összetevő G5 osztályú, sárga, fősorozatbeli csillag, aminek tömege a Napénak 0,92-szerese, átmérője annak 0,9-szerese. Röntgensugárzása azonban 6×1021 Watt, ami a Napénak 30-szorosa. Ez arra utal, hogy fiatal csillagról lehet szó. Koronájának hőmérséklete 5 millió K, ami a Napnál jóval forróbb. Tengelyforgási ideje az egyenlítőnél 3-7 nap.
A két csillag egymás körül 17,36 naponta végez egy keringést, excentrikus pályán. Mivel a keringés síkja 88,2°-kal hajlik a Földről nézve, a páros fedési kettős, az Algolhoz (β Per) hasonlóan. A fedések miatt fényessége +2,21 és +2,32 között változik, ez szabad szemmel nemigen vehető észre.

## Ismert nevei
Hagyományos neve Alphekka, ami Alphecca alakban is előfordul. További nevei Gemma, Gnosia (Gnosia Stella Coronae) és Asteroth (Ashtaroth).
Az Alphecca az arab  نير الفكّة nayyir al-fakka rövidítése (jelentése: „a tört csillagfüzér fényes csillaga”).
A Gemma latin jelentése: „ékszer”. A Gnosia szintén latinul van, a Gnōsia stella corōnæ rövidítése („Knosszosz koronájának csillaga”). A Asteroth héber szó, עשתרות ‘ašterôt, jelentése: bálvány.

## Fordítás
- Ez a szócikk részben vagy egészben  az   Alpha Coronae Borealis című angol Wikipédia-szócikk fordításán alapul.  Az eredeti cikk szerkesztőit annak laptörténete sorolja fel. Ez a jelzés csupán a megfogalmazás eredetét és a szerzői jogokat jelzi, nem szolgál a cikkben szereplő információk forrásmegjelöléseként.